# 阜金铁路
阜金铁路是从中國遼寧省阜新市海州區阜新南站到锦州市义县李金站的铁路线，全长约50公里，隶属于中国国家铁路集团瀋陽局集團。

## 历史
阜金铁路是九一八事變後，由大日本帝國扶植的滿洲國於1937年10月开通的新義鐵路的旧路段。2008年8月鐵道部同意新义铁路的擴能改造工程，2019年新義鐵路全線複線改造完工，其中阜新南 - 李金區間建设新線，旧线则改称阜金铁路。

## 路线数据
- 全长：50公里
- 车站数：7
- 复线区间：无，单线铁路。
- 电气化区间：无，非电气化铁路。